# Lesicy
Lesicy, Lisice – średniowieczne plemię słowiańskie należące do wieleckiej grupy językowej zamieszkujące środkowy bieg rzeki Łaby - na południe od Havelbergu w widłach rzek Łaba i Hawela. Sąsiadowali z innymi plemionami słowiańskimi: Moraczanie, Ziemczycy, Lipianie. Lesicy wzmiankowani są w źródłach od 937 roku. Przy tworzeniu biskupstwa hawelberskiego w 946 roku terytorium Lesiców weszło w skład tej diecezji.